# USS Harder (SS-568)
USS Harder (SS-568) – amerykański okręt podwodny typu Tang.
Wkrótce po wejściu do służby, nazwany na cześć słynnego USS "Harder" (SS-257) z czasów drugiej wojny światowej, operując z bazy marynarki w New London. „Harder” wykonał pierwszy historyczny 1000-milowy rejs w zanurzeniu, płynąc na chrapach z New London do Nassau na Wyspach Bahama. W 1959 roku wziął udział w ćwiczeniach SUBICEX przepływając około 280 mil morskich pod arktycznym pakiem. Prowadził głównie działalność treningową w zwalczaniu okrętów podwodnych, ćwicząc także w Europie z Bundesmarine, uczestniczył także w testach rakietotorped przeciwpodwodnych RUR-5 ASROC i innych systemów ZOP. W 1967 roku okręt został zmodernizowany i przedłużony. 10 lipca 1973 roku został jednak wycofany ze służby, oraz przekazany Włochom, gdzie wszedł do służby 29 lutego 1974 roku jako „Romeo Romei” (S-516). 31 maja 1988 roku został wycofany ze służby we włoskiej marynarce oraz pocięty na złom.